# Kerekesszékes labdarúgás

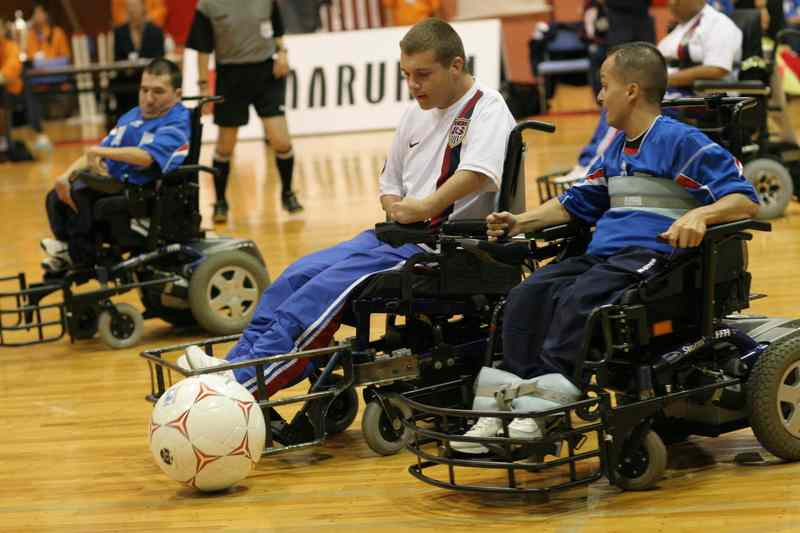
Kép a 2007-es Kerekesszékes Labdarúgás Kupa döntőjéből

A kerekesszékes labdarúgás egy csapatsport, amit lábvédővel ellátott elektromos kerekesszékben játszanak egy kosárlabdapályán. A két csapat négy-négy játékosból áll. A labda átmérője 330 mm.

## Története
Franciaországban jelent meg az 1970-es években; ezután elterjedt Nagy-Britanniában, Belgiumban, Portugáliában és Dániában. Az első kanadai csapat a vancouveri volt; 1982-ben kezdtek játszani. A kaliforniai Berkeleyből 1988-tól ismert. 2005-ben kilenc ország képviselői találkoztak Coimbraban, Portugáliában, és 2006-ban Atlantában megalakult a Nemzetközi Kerekesszékes Labdarúgó Szövetség, a Federation Internationale de Powerchair Football Associations (FIPFA).

## Szabályai
Szabvány méretű kosárlabdapályán játsszák, és sok tekintetben a futsalra hasonlít. Egyszerre mindkét csapatból négy játékos lehet a pályán, közülük az egyik kapus. A meccs két húsz perces félidőből áll. A játék kétdimenziós természete miatt a játékosoknak extra teret kell hagyniuk egymás körül. Ezen kívül még két szabályban tér el a hagyományos labdarúgásból: a kettő egy ellen, és a hárman a kapu előtt szabályokban.
A kettő az egy ellen szabály kimondja, hogy a játékban levő labda körüli három méteres körzetben mindkét csapatból csak egy játékos tartózkodhat. Ha valaki más is beleér ebbe a körzetbe, akkor a játékvezető közvetett szabadrúgást ítél. Ez arra kényszeríti a játékosokat, hogy szétoszoljanak a pályán, ami nagyobb teret hagy a játékra. Az egyetlen kivétel a kapus a kapu előtti területen. Ha ő a második játékos a csapatból, akkor a szabály nem sérül.
A hárman a kapu előtt szabály szerint a védő csapatnak csak két játékosa lehet a kapu előtti térben. Ha egy harmadik csapattárs is beleér, akkor a játékvezető megállítja a játékot, és közvetett szabadrúgást ítél a támadók javára.
Bármelyik eset is áll fenn, a játékvezető figyelmezteti a harmadik játékost.
Mivel sok játékosnak nem elég erős a felsőteste ahhoz, hogy eldobja a labdát, ezért megengedett bedobás helyett berúgást végezni.
Mások megütése, vagy megrúgása büntetőt von maga után.

## Felszerelés
A játékosok négy, vagy több kerekű kerekesszéket használnak. A megengedett legnagyobb sebesség 10 km/h; ezt a játékvezető a meccs előtt ellenőrzi. Emellett védőöv és lábvédő rács megléte is követelmény. A labda átmérője 33 cm, ami nagyobb a hagyományos labdarúgásban használtnál.

## FIFPA
A FIFPA (Fédération Internationale de Powerchair Football Association) 2006-ban alakult. Székhelye Párizs.

## Világkupa
Az első Kerekesszékes Labdarúgás Kupát 2007 októberében tartották Tokióban. A döntőt október 13-án játszották, ahol is az Amerikai Egyesült Államok büntetőből szerzett góllal nyert Franciaország ellen.